# Perfect Illusion
"Perfect Illusion" é uma canção da artista musical estadunidense Lady Gaga, contida em seu quinto álbum de estúdio, Joanne (2016). Foi composta e produzida pela própria com o auxílio de Kevin Parker, Mark Ronson e BloodPop. A faixa foi lançada em 9 de setembro de 2016 através da Interscope Records, servindo como lead single do disco.

## Antecedentes e desenvolvimento
Após concluir a divulgação de seu terceiro álbum de estúdio, Artpop (2013), Gaga mudou de gerência e se juntou à Artist Nation, divisão de gerenciamento de artistas da Live Nation Entertainment, juntamente com seu empresário Bobby Campbell. Ela também passou por uma reinvenção de sua imagem, focando mais em seu talento vocal e adotando uma imagem mais suave na mídia. Entre outros empreendimentos musicais, Gaga lançou um álbum de jazz em colaboração com o compatriota Tony Bennett em 2014, intitulado Cheek to Cheek, que ganhou o Grammy Award Best Traditional Pop Vocal Album. Em janeiro de 2016, a cantora confirmou que seu quinto álbum de estúdio seria lançado no final daquele ano, e que estava trabalhando na logística e aspectos de como o seu visual seria retratado no projeto.
Durante a maior parte de 2015 e 2016, Gaga compartilhou o processo criativo e de gravação do álbum por meio de suas mídias sociais. Ela foi vista com seu colaborador de longa data, o produtor RedOne, além de profissionais como Giorgio Moroder, Mark Ronson e Nile Rodgers. Ronson confirmou a sua colaboração e acrescentou que as músicas gravadas com Gaga foram "algumas das músicas favoritas nas quais eu já trabalhei. São incríveis — eu amo. Mal posso esperar até que vocês possam ouvi-las, porque as músicas falam por si só — alguns dos meus músicos favoritos de todos os tempos estão trabalhando nelas". Ronson também insinuou o envolvimento de Kevin Parker, vocalista da banda de rock psicodélico, Tame Impala, o que mais tarde foi confirmado pela BBC Music. Em entrevista para o portal Buro247.com, Ronson afirmou:
| “ | Este tem sido um dos álbuns que eu mais estou gostando de trabalhar, e algumas das pessoas que vieram tocar são alguns de meus músicos e compositores favoritos, e alguns dos favoritos dela também. Eu acho que são músicas muito boas e talvez um álbum para pessoas que talvez nunca perceberam que sua música tinha algo para eles — digo isso me baseando no pequeno número de pessoas que ouviram até agora. É com certeza muito profundo musicalmente. | ” |

## Gravação e composição
Derivada do disco rock, "Perfect Illusion" foi composta e produzida por Gaga, Kevin Parker, Mark Ronson e BloodPop. A sua gravação ocorreu nos Shangri La Studios em Malibu, Califórnia e os vocais de Gaga foram gravados nos Electric Lady Studios em Nova Iorque. A canção iniciou-se com uma demo intitulada "Illusion" que Parker havia desenvolvido e presenteou a cantora e  Ronson após voar da Austrália para os Estados Unidos. Ronson explicou que durante as sessões, Gaga estava profundamente envolvida com os aspectos técnicos da música que estava sendo gravada, declarando que "ela ama sentar no piano e dar direções ao baterista" e que "ela possui uma grande voz", esclarecendo que eles começavam com os aspectos vocais e focavam em outros detalhes da composição logo depois. Em entrevista para a Rolling Stone, BloodPop lembrou: "Ela nunca está de fora, nunca para de escrever, nunca fica para trás. Ela sempre está na frente, controlando tudo. Então, quando as pessoas dizem: "Será que vai soar como isto?" ou "Será que vai soar com aquilo?", tudo acaba sendo encaixado por ela e por suas influências".
Gaga escreveu as letras da canção usando sua máquina datilográfica e um violão. Em uma entrevista para a BBC Radio 1, Gaga explicou: "Eu trabalhava em uma máquina de escrever e acabávamos saltando entre novas letras. Nós debulhamos tudo. Mudamos a melodia, a deslocavamos. Eu sentei no piano, Kevin estava na guitarra, e Mark no baixo". Em entrevista para a Rolling Stone, BloodPop declarou que a faixa é uma "grande canção de rock que o faz querer dançar". As letras foram mudadas todos os dias, com os compositores trabalhando desde manhã até a noite. Liricamente, "Perfect Illusion" é sobre "os altos e baixos" de um relacionamento mal sucedido. Gaga explicou para a iHeartMedia que "a música é sobre o êxtase moderno. (...) Nós encontramos nossa maneira doce e simples de dizer isso. Eu sinto uma adrenalina eletrizante cada vez que a ouço".

## Lançamento
Em Maio de 2016, foi divulgado pelo Idolator que Gaga estava em estúdio com Ronson, BloodPop e Kevin Parker. Pouco depois, o primeiro publicou uma imagem do grupo trabalhando juntos em seu Instagram, legendada com a palavra "illusion" ("ilusão"). Após sua aparição no iHeartMedia, Gaga revelou o nome do single por meio de uma série de 12 imagens carregadas em seu Instagram, que juntas revelavam o título do single. De acordo com Sasha Atkinson, editora da página Bustle, o esquema de cores brilhantes do anúncio era pop art como Andy Warhol e trazia alusões à Artpop. Ela acrescentou que "vistas uma por uma, [as imagens] pareciam apenas coloridas brilhantemente sem sentido, mas quando você clica no canal dela e as vê simultaneamente, eles formam o anúncio Lady Gaga Perfect Illusion New Single September Perfect Illusion". Maeve McDermott, do jornal USA Today, afirmou que "quando vista individualmente, [a grade de fotos] não parece ser uma grande coisa".

## Recepção crítica
Após o seu lançamento, "Perfect Illusion" recebeu críticas geralmente positivas. Alice Vincent, do The Daily Telegraph, deu à canção uma classificação de quatro estrelas de cinco, dizendo que "é um retorno à era 'Just Dance': uma faixa pop simples, contagiante, grudenta, para estádios. O que aconteceu gradualmente desde 2008 é que Gaga tem permitido mostrar sua voz treinada. Em 'Pefect Illusion', ela tem um timbre rico, uma força de emoção que foi ofuscada previamente pela produção em faixas como 'Applause' — seu último grande single. Seus vocais insinuam a esquisitice assinatura de Gaga, mas principalmente mostra o que muitas pessoas não se dão conta: de que ela é uma excelente cantora. Jess Denham, do The Independent, opinou que a faixa parece mais rock do que músicas como "Just Dance" e "Poker Face"; ela também elogiou os vocais, comparando o estilo dos versos com os do cantor Bruce Springsteen, e acrescentou que "é tão grudenta e com certeza se provará uma música de balada". Robbie Daw, do portal Idolator, descreveu Gaga como uma "deusa do rock" e concluiu que "Perfect Illusion" certamente era um afastamento do dance-pop apresentado nos primeiros álbuns da intérprete. Um escritor do jornal The New Zealand Herald descreveu o tema como um "tempestuoso caso de pop rock, com um pouco menos do brilho electropop que esperamos desde os seus trabalho anteriores. Pense em uma mistura de The Killers e Kylie".

### Reconhecimento
Na edição de 2017 da premiação latino-americana MTV Millenial Awards, "Perfect Illusion" recebeu o prêmio de Hit Internacional do Ano.

## Vídeo musical
O vídeo musical de "Perfect Illusion" foi dirigido por Ruth Hogben e Andrea Gelardin, que também havia fotografado a capa para o single. De acordo com a coluna Page Six, do New York Post, as filmagens ocorreram em um deserto nos arredores de Los Angeles, ao longo de dois dias. O colaborador de longa data de Gaga, o designer Brandon Maxwell, também envolveu-se no projeto. Através de suas redes sociais, Gaga anunciou que o lançamento do vídeo ocorreria em 20 de setembro de 2016, durante a estreia da segunda temporada da série Scream Queens na Fox. Gaga também compartilhou uma prévia do vídeo, mostrando-a balançando um microfone sobre a cabeça como um êxtase aos aplausos da multidão.

## Faixas e formatos
| Download digital |                    |         |  |
| N.º              | Título             | Duração |  |
| 1.               | "Perfect Illusion" | 3:02    |  |

## Créditos
Todo o processo de elaboração de "Perfect Illusion" atribui os seguintes créditos:
Gravação e publicação
- Gravada nos Shangri La Studios (Malibu, Califórnia)

Produção
| - Lady Gaga: composição, produção, vocais - Kevin Parker: composição, produção, guitarras, sintetizadores - Mark Ronson: composição, produção, guitarras, sintetizadores | - BloodPop: composição, produção, guitarras, sintetizadores, bateria - Josh Homme: guitarras |

## Desempenho nas tabelas musicais
| Tabela musical (2016)                                  | Melhor posição |
| ------------------------------------------------------ | -------------- |
| Alemanha (Media Control Charts)                        | 31             |
| Austrália (ARIA Charts)                                | 14             |
| Áustria (Ö3 Austria Top 40)                            | 21             |
| Bélgica (Ultratop 50 de Flandres)                      | 43             |
| Bélgica (Ultratip da Valônia)                          | 1              |
| Canadá (Canadian Hot 100)                              | 17             |
| Colômbia (National Report)                             | 13             |
| Coreia do Sul (Gaon Music Chart)                       | 59             |
| Escócia (The Official Charts Company)                  | 3              |
| Eslováquia (IFPI Slovenská Republika)                  | 4              |
| Espanha (Productores de Música de España)              | 1              |
| Estados Unidos (Billboard Hot 100)                     | 15             |
| Estados Unidos (Pop Songs)                             | 22             |
| Estados Unidos (Adult Pop Songs)                       | 17             |
| Finlândia (IFPI Finlândia)                             | 1              |
| França (Syndicat National de l'Édition Phonographique) | 1              |
| Grécia (Greece Digital Songs)                          | 1              |
| Hungria (Magyar Hanglemezkiadók Szövetsége)            | 3              |
| Irlanda (Irish Recorded Music Association)             | 22             |
| Itália (Federazione Industria Musicale Italiana)       | 5              |
| Japão (Japan Hot 100)                                  | 35             |
| Líbano (The Official Lebanese Top 20)                  | 15             |
| México (Mexico Inglés Airplay)                         | 26             |
| Nova Zelândia (NZ Top 40 Singles)                      | 31             |
| Países Baixos (MegaCharts)                             | 58             |
| Polónia (Związek Producentów Audio Video)              | 50             |
| Portugal (Portugal Digital Songs)                      | 1              |
| Reino Unido (UK Singles Chart)                         | 12             |
| Chéquia (IFPI Česká Republika)                         | 7              |
| Rússia (Russian Music Charts)                          | 1              |
| Suécia (Sverigetopplistan)                             | 38             |
| Suíça (Schweizer Hitparade)                            | 16             |
| União Europeia (Euro Digital Songs)                    | 4              |
| Venezuela (Record Report)                              | 22             |

| País (Empresa)             | Certificação |
| -------------------------- | ------------ |
| Austrália (ARIA)           | Ouro         |
| Brasil (Pro-Música Brasil) | Platina      |
| Canadá (Music Canada)      | Ouro         |
| Itália (FIMI)              | Ouro         |

## Histórico de lançamento
| País           | Data                   | Formato           | Gravadora              |
| -------------- | ---------------------- | ----------------- | ---------------------- |
| Mundo          | 9 de setembro de 2016  | Download digital  | Interscope             |
| Itália         | 9 de setembro de 2016  | Rádios mainstream | Universal              |
| Estados Unidos | 12 de setembro de 2016 | Rádios Hot AC     | Streamline, Interscope |
| Estados Unidos | 13 de setembro de 2016 | Rádios mainstream | Streamline, Interscope |
| Reino Unido    | 16 de setembro de 2016 | Rádios mainstream | Polydor                |